# Новаченко Микола Петрович
Мико́ла Петро́вич Новаче́нко (5 (17) грудня 1898, село Буринь Курської губернії, нині місто Сумської області — 1966, Харків) — український ортопед-травматолог. Член-кореспондент Академії медичних наук СРСР (1957). Заслужений діяч науки УРСР (1952). Депутат Верховної Ради УРСР 4-го скликання.

## Біографічні відомості
1922 року закінчив Харківський медичний інститут.
У 1922—1966 роках працював в Українському науково-дослідному інституті протезування, ортопедії та травматології (від 1940 року — імені професора Михайла Ситенка). Спочатку очолював один із відділів інституту, був заступником директора із наукової і лікувальної частин, а від 1940 (за іншими даними — 1943) року директор цього НДІ (очолив інститут після смерті Михайла Ситенка). Під час німецько-радянської війни працював головним хірургом ряду військових госпіталів і з'єднань.
В Українському науково-дослідному інституті протезування, ортопедії та травматології було удосконалено методику функціонального лікування переломів кісток. Цю велику працю узагальнено в монографії Михайла Новаченка та Фаїни Ельяшберг «Постійне витягнення» («Постоянное вытяжение»; три видання — 1940, 1960, 1972). Широко відомі відновні операції на опорно-руховому апараті за Новаченком, кісткова пластика.
Велика заслуга Новаченка в тому, що він зумів зберегти традиції Михайла Ситенка, збагатити їх і передати своїм учням — Олексієві Коржу, Віктору Трубникову, Миколі Хвисюку, Олексієві Скобліну, Юрію Колонтаю, Борисові Гавриленку, Тимофієві Ревенку.
У 1947—1966 роках був головою правління Українського наукового товариства ортопедів і травматологів. Був головним редактором журналу «Ортопедия, травматология и протезирование». 
Був членом КПРС (від 1946 року). Депутат Верховної Ради УРСР 4-го скликання. Делегат XVI і XVII з'їздів Комуністичної партії України.

## Наукова діяльність
Праці Новаченка присвячено вивченню регенерації кісткової тканини в умовах експерименту, питанням лікування переломів кісток, протезування тощо. Запропонував низку ефективних кістковопластичних операцій, низку апаратів.

## Нагороди
Нагороджено двома орденами Леніна, іншими орденами, медалями.